# José Pedro Martins Barata
José Pedro Roque Gameiro Martins Barata GOIP (Lisboa, 20 de maio de 1929), filho de Jaime Martins Barata e de Maria Emília (Màmia) Roque Gameiro, é um arquiteto, urbanista e artista gráfico português.

## Biografia
Diplomado em Arquitetura pela Escola Superior de Belas-Artes de Lisboa, desenvolveu atividade nos domínios da arquitetura, da ilustração e do planeamento.
Em 1954 colabora na organização do Centro de Estudos de Urbanismo e Habitação Engenheiro Duarte Pacheco.
Entre 1955 e 1961 trabalhou numa pequena oficina familiar de artes gráficas, dedicando-se à fotomecânica e à rotogravura e foi professor na Escola de António Arroio.
Em 1969 é designado consultor artístico dos CTT.
Em 1972 integra o Gabinete de Estudos e Planeamento do Ministério da Educação Nacional, onde organiza o Núcleo da Rede Escolar.
Em 1973 integrou a Assessoria de Planeamento da recém-criada Universidade Nova de Lisboa.
Em 1976 é nomeado para a Comissão Instaladora da Universidade Nova de Lisboa.
Em 1977 foi Diretor do Gabinete de Estudos e Planeamento do Ministério da Educação e Investigação Científica.
A 30 de julho de 2018, foi agraciado com o grau de Grande-Oficial da Ordem da Instrução Pública.

## Atividade académica
No domínio académico, foi:
- Professor catedrático convidado no Instituto Superior Técnico nas licenciaturas de Engenharia Civil, Engenharia do Território e Arquitetura (1999);
- Coordenador da Licenciatura em Arquitetura do Instituto Superior Técnico (1998-1999);
- Professor convidado da Faculdade de Arquitetura da Universidade Técnica de Lisboa;
- Professor convidado da Faculdade de Engenharia da Universidade Católica Portuguesa (2002) [3].

## Pintura
Colaborou com o pai, Jaime Martins Barata, na execução de um fresco da Capela de Nossa Senhora de Fátima da Igreja de Santo Eugénio, em Roma.

## Alguma obra gráfica

### Ilustração de livros
- BARROS, João de (adaptação). A Eneida. Lisboa: Livraria Sá da Costa Editores, 1960. Teve várias edições posteriores.
- CARVALHO, A. M. Galopim de; SANTOS, Vanda Faria dos. Dinossaúrios : Uma Nova Visão. Lisboa : Âncora, 2002. ISBN 972-780-106-4
- CARVALHO, A. M. Galopim de; ALHO, José Manuel; SANTOS, Vanda Faria dos. Pegadas de Dinossaúrios da Serra de Aire. Serra de Aire : Monumento Natural das Pegadas de Dinossáurios, 2003[7].

### Selos postais
Entre 1960 e 1990 foi responsável pela execução de 52 emissões de selos postais.
Ver selos de José Pedro Martins Barata na TRIBO DOS PINCÉIS

### Outra
- Torso Feminino de Costas. Gravura : Sociedade Cooperativa de Gravadores Portugueses.
- Nu Feminino Sentado e Dobrado sobre o Joelho. Gravura : Sociedade Cooperativa de Gravadores Portugueses.
- Centauro e Mulher Lápida. Gravura : Sociedade Cooperativa de Gravadores Portugueses, 1990[7]

## Obras publicadas
- «Formação do Tecido Urbano : Esboço de uma teoria» in Análise Social n.º 2 (1963), pgs. 183-205.
- Estudo preparatório da localização de centros de ensino superior não universitário. Com Américo Madeira Bárbara. Lisboa : Ministério da Educação Nacional : Gabinete de Estudos e Planeamento da Ação Educativa, 1972.
- A Doença na Cidade. Lisboa : Livros Horizonte, 1977.
- Pensar Lisboa. Lisboa : Livros Horizonte, 1989. ISBN 972-24-0726-0
- Telecomunicações : sinais do passado. Lisboa : Fundação Portuguesa das Comunicações, 1995. ISBN 972-96619-1-X
- Correios : Sinais do Passado. Lisboa : Fundação Portuguesa das Comunicações, 1995. ISBN 972-96619-0-1
- Os Mundos Comunicantes. Lisboa : Fundação Portuguesa das Comunicações, 1998. ISBN 972-96619-2-8
- O elogio do selo 1853-2003 : 150 anos do selo postal português. Lisboa : CTT, 2003. ISBN 972-9127-83-2[7]